# Aphthonella
Aphthonella es un género de coleóptero de la familia Chrysomelidae.

## Especies
Las especies de este género son:
- Aphthonella nigripennis Chen & Wang, 1980
- Aphthonella nigronitida Chen & Wang, 1980